# 大阪府中学校の廃校一覧
大阪府中学校の廃校一覧（おおさかふちゅうがっこうのはいこういちらん）は、大阪府の中学校および中等教育学校の廃校の一覧である。対象となるのは学制改革（1947年）以降に廃校となった新制中学校と分校である。名称は廃校当時のもの。廃校時に属していた自治体が合併により消滅している場合は現行の自治体に含める。また現在休校中の学校は公式には存続していることとなっているが、休校中の学校は事実上廃校となっている場合が多いため、便宜上本項に記載する。

## 公立中学校

### 大阪市
- 大阪市立十三中学校分校 - 1965年本校に統合[1]。
- 大阪市立南中学校分校 - 1983年12月本校に統合[2]。
- 大阪市立新今宮中学校 - 1984年閉校[3]。
- 大阪市立東中学校（旧） - 1988年船場中と統合し大阪市立東中学校（新設）へ[4]。旧校と新設校は同名であるが別の学校。
- 大阪市立船場中学校 - 1988年東中（旧）と統合し東中（新設）へ[4]。
- 大阪市立南稜中学校 - 1993年閉校。大阪市立真住中学校を新設開校[5]。
- 大阪市立城陽中学校分校 - 1994年本校に統合[6]。
- 大阪市立菅南中学校 - 1995年扇町中と統合し大阪市立天満中学校へ[7]。
- 大阪市立扇町中学校 - 1995年菅南中と統合し天満中へ[7]。
- 大阪市立下福島中学校分校 - 2011年閉校[8]。
- 大阪市立勝山中学校 - 2019年鶴橋中と統合し大阪市立桃谷中学校へ[9]。
- 大阪市立鶴橋中学校 - 2019年勝山中と統合し桃谷中へ[9]。
- 大阪市立生野中学校 - 2022年統合により大阪市立義務教育学校生野未来学園（義務教育学校）を開校[10]。
- 長吉瓜破村立中学校 - 1948年長吉村立中学校（現：大阪市立長吉中学校）[11]と瓜破村立中学校（現：大阪市立瓜破中学校）[12]に分離。
- 学校組合立茨田郷中学校 - 1947年9月茨田町立中学校（現：大阪市立茨田中学校）[13]と南郷村立中学校（現：大東市立南郷中学校）[14]に分離。

### 堺市
- 堺市立美木多中学校 - 1963年閉校。堺市立福泉南中学校を新設開校。現在の堺市立美木多中学校とは別の学校。
- 堺市立泉ヶ丘西中学校 - 1970年閉校。堺市立若松台中学校を新設開校。
- 泉ヶ丘町立東第一中学校 - 1957年統合により泉ヶ丘町立東中学校（現：堺市立泉ヶ丘東中学校）へ。
- 泉ヶ丘町立東第二中学校 - 同上。
- 泉ヶ丘町立東第三中学校 - 同上。
- 南八下村立中学校 - 1949年閉校。学校組合立（のち美原町立）黒山中学校へ統合。
- 登美丘町立西中学校 - 1952年閉校。登美丘町立中学校（現：堺市立登美丘中学校）へ統合[15]。
- 登美丘町立東中学校 - 1952年閉校。登美丘町立中学校へ統合[15]。
- 美原町立黒山中学校 - 1958年美原町立中学校（現：堺市立美原中学校）へ統合[16]。
- 美原町立丹南中学校 - 1958年閉校。美原町立中学校へ統合[16]。

### 岸和田市
- 岸和田市立第三中学校 - 1949年閉校。校区は第二中（現：岸和田市立光陽中学校）・第四中（現：岸和田市立葛城中学校）・第五中（現：岸和田市立久米田中学校）の3校へ分離編入。[注釈 2]
- 岸和田市立常盤中学校 - 1950年[17]。

### 豊中市
- 豊中市立第六中学校 - 2020年第十中学校と合併し庄内さくら学園中学校となった[18]。
- 豊中市立第十中学校 - 2020年第六中学校と合併し庄内さくら学園中学校となった[19]。
- 豊中市立庄内さくら学園中学校 - 2023年庄内小、野田小、島田小と統合し豊中市立庄内さくら学園（義務教育学校）を開校[20]。

### 池田市
- 池田市立細郷中学校 - 2018年細郷小と統合し池田市立ほそごう学園（義務教育学校）を開校[21]。

### 吹田市
- 吹田市立第二中学校第三中分校 - 1949年吹田市立第二中学校へ統合[22]。

### 高槻市
- 高槻市立第五中学校 - 1995年高槻市立第九中学校へ統合[23]。
- 京都府樫田村立樫田中学校 - 1949年亀岡市立亀岡中学校（当時：京都府南桑田郡学校組合立）へ統合。1958年高槻市立第五中学校として再独立。
- 京都府南桑田郡組合立亀岡中学校樫田分校 - 1958年[24]。

### 貝塚市
- 貝塚市立第五中学校 - 2024年貝塚市立二色小学校と統合し貝塚市立二色学園（義務教育学校）を開校[25]。

### 守口市
- 守口市立藤田（とうだ）中学校 - 2006年、守口市立梶中学校へ統合[26]。
- 守口市立第二中学校 - 2015年第四中と統合し守口市立樟風中学校設立[26]。
- 守口市立第四中学校 - 2015年第二中と統合し樟風中設立[26]。
- 守口市立第三中学校 - 2016年、守口市立さつき小学校と統合し、守口市立さつき学園（義務教育学校）を開校[26]。

### 枚方市
- 枚方市立村野中学校 - 2001年閉校。校区は枚方市立第四中学校・枚方市立東香里中学校・枚方市立桜丘中学校の3校へ分離編入[27]。

### 茨木市
- 茨木市立忍頂寺中学校 - 1962年清溪中と統合し北辰中へ[28]。
- 茨木市立清溪中学校 - 1962年忍頂寺中と統合し北辰中へ[28]。
- 茨木市立北辰中学校 - 2011年閉校。茨木市立彩都西中学校・茨木市立北陵中学校[29]へ統合。

### 八尾市
- 八尾市立西郡中学校 - 1953年閉校[30]。八尾市立八尾中学校へ統合。
- 八尾市立高安中学校 - 2019年、八尾市立高安小学校と統合し、八尾市立高安小中学校（義務教育学校）を開校[31]。

### 泉佐野市
- 泉佐野市立第一中学校 - 1976年閉校。校区再編の上で泉佐野市立佐野中学校を新設開校[32]。
- 泉佐野市立第二中学校 - 1976年閉校。校区再編の上で佐野中・泉佐野市立新池中学校を新設開校[32]。

### 寝屋川市
- 寝屋川市立第四中学校 - 2024年閉校。同時に施設一体型小中一貫校である寝屋川市立望が丘中学校が新設され、生徒を引き継ぐ[33]。

### 河内長野市
- 河内長野市立天見中学校 - 1970年三日市中と統合し河内長野市立東中学校天見分教場となり、1971年9月1日完全統合[34]。
- 河内長野市立三日市中学校 - 1970年天見中と統合し東中三日市分教場となり、1971年9月1日完全統合[34]。
- 河内長野市立東中学校川上分教場 - 1971年9月1日天見・三日市両分教場とともに廃止[34]。
- 河内長野市立高向中学校 - 1978年閉校。河内長野市立西中学校を新設開校[35]。

### 松原市
- 松原市立天美中学校 - 1963年統合により松原市立松原第二中学校へ[36]。
- 松原市立三宅中学校 - 同上[36]。
- 松原市立恵我中学校 - 同上[36]。

### 大東市
- 組合立讃良中学校 - 1949年住道町立中学校〈現：大東市立住道中学校〉[37]と四条村立中学校〈現：大東市立四条中学校〉に分離[38]。

### 和泉市
- 和泉市立北松尾中学校 - 1961年統合により和泉市立石尾中学校へ[39]。
- 和泉市立北池田中学校 - 1961年石尾中へ[39]。現在の和泉市立北池田中学校とは別の学校[40]。
- 和泉市立南池田中学校 - 1961年石尾中へ[39]。現在の和泉市立南池田中学校とは別の学校。
- 和泉市立横山中学校 - 1964年南横山中と統合し和泉市立第三中学校（現：和泉市立槇尾学園）へ[41]。
- 和泉市立南横山中学校 - 1964年横山中と統合し第三中へ[41]。
- 和泉市立山手中学校 - 1976年閉校。和泉市立富秋中学校を新設開校[42]。
- 和泉市立南松尾中学校 - 2017年閉校。和泉市立南松尾はつが野学園（義務教育学校）を開校[43]。
- 和泉市立槇尾中学校 - 2025年和泉市立横山小学校、和泉市立南横山小学校と統合し和泉市立槇尾学園（義務教育学校）へ[44]。

### 柏原市
- 国分町立中学校 - 1948年羽曳野市立誉田中学校（当時：学校組合立）へ統合。現在の柏原市立国分中学校とは別[45]。

### 羽曳野市
- 丹比村立中学校 - 1949年閉校。学校組合立（のち美原町立）黒山中学校（堺市立美原中学校の前身）へ統合。
- 羽曳野市立羽曳野中学校 - 2018年埴生小と統合し羽曳野市立はびきの埴生学園（義務教育学校）を開校[46]。

### 門真市
- 門真市立第一中学校 - 2012年第六中と統合し門真市立門真はすはな中学校へ[47]。
- 門真市立第六中学校 - 2012年第一中と統合し門真はすはな中へ[47]。
- 門真町立門真中学校 - 1958年統合により門真町立中学校（のち第一中）へ[47]。
- 門真町立四宮中学校 - 同上[47]。
- 門真町立二和中学校 - 同上[47]。
- 学校組合立澱南中学校 - 1948年門真町立中学校（のち門真中）、四宮村立中学校（のち四宮中）、大和田村二島村学校組合立二和中学校（のち二和中）、庭窪町立中学校（現：守口市立庭窪中学校）の4校に分離[47]。

### 摂津市
- 三島町立味舌（ました）中学校 - 1960年統合により三島町立三島中学校（現：摂津市立第一中学校）へ[48]。
- 三島町立味生（あじふ）中学校 - 同上[48]。
- 三島町立鳥飼中学校 - 同上[48]。

### 高石市
- 高石町立取石中学校 - 1956年高石町立中学校（現：高石市立高石中学校）へ統合[49]。現在の高石市立取石中学校とは別の学校[50]。

### 藤井寺市
- 美陵町立中学校藤井寺分教場 - 1960年9月10日閉鎖、1961年4月1日再設置、同年12月21日廃止[51]。

### 東大阪市
- 東大阪市立太平寺中学校 - 2016年俊徳中と統合し東大阪市立布施中学校へ[52]。
- 東大阪市立俊徳中学校 - 2016年太平寺中と統合し布施中へ[52]。
- 東大阪市立縄手南中学校 - 2019年縄手南小と統合し、東大阪市立義務教育学校くすは縄手南校（義務教育学校）を開校[53]。
- 東大阪市立池島中学校 - 2019年池島小と統合し、東大阪市立義務教育学校池島学園（義務教育学校）を開校[54]。

### 泉南市
- 樽井町立中学校 - 1948年閉校。学校組合立（のち泉南町立）山之井中学校へ統合[55]。
- 学校組合立雄鳴中学校 - 1948年閉校。学校組合立山之井中学校へ統合[55]。
- 新家中学校 - 1948年閉校。学校組合立（のち泉南町立）信達中学校へ統合[55]。
- 信達中学校 - 1948年閉校。学校組合立信達中学校へ統合[55]。
- 泉南町立山之井中学校 - 1958年信達中（旧）と統合し泉南市立泉南中学校（当時：泉南町立）へ[55]。
- 泉南町立信達中学校（旧） - 1958年山之井中と統合し泉南中へ[55]。現在の泉南市立信達中学校は校章を引き継いだだけで別の学校[56]。

### 四條畷市
- 四條畷町立田原中学校（旧） - 1966年四條畷市立四條畷中学校（当時：四條畷町立）へ統合、1991年四條畷市立田原中学校として再独立[57]。
- 四條畷市立四條畷南中学校 - 2019年3月末に廃校[58]。

### 交野市
- 交野市立第一中学校 - 2025年交野市立交野みらい小学校と統合し交野市立交野みらい学園（義務教育学校）へ。

### 大阪狭山市
- 狭山町立第一中学校 - 1951年第二中と統合し狭山町立中学校（現：大阪狭山市立狭山中学校）へ[59]。
- 狭山町立第二中学校 - 1951年第一中と統合し狭山町立中へ[59]。

### 阪南市
- 阪南市立鳥取中学校（旧） - 2020年尾崎中と統合し阪南市立鳥取中学校（新）へ[60]。
- 阪南市立尾崎中学校 - 2020年鳥取中（旧）と統合し鳥取中（新）へ[60]。

### 豊能郡
- 能勢町立能勢中学校 - 1961年田尻中と統合し東中へ[61]。
- 能勢町立田尻中学校 - 1961年能勢中と統合し東中へ[61]。
- 能勢町立天王中学校 - 1989年西中へ統合[62]。
- 能勢町立西中学校 - 2016年東中と統合し能勢町立能勢中学校へ[62]。
- 能勢町立東中学校 - 2016年西中と統合し能勢中へ[62]。
- 能勢町立能勢中学校 - 2022年能勢小と統合し能勢町立能勢ささゆり学園（義務教育学校）を開校[63]。

### 泉南郡
- 岬町立泉岬中学校 - 1958年多奈川中と統合し岬町立岬中学校へ[64]。
- 岬町立多奈川中学校 - 1958年泉岬中と統合し岬中へ[64]。
- 淡輪村立中学校 - 1948年深日町立中と統合し泉岬中へ。
- 深日町立中学校 - 1948年淡輪村立中と統合し泉岬中へ。

### 南河内郡
- 河南町立石川中学校 - 1958年統合により河南町立河南中学校へ[65]。
- 河南町立河内中学校 - 同上[65]。
- 河南町立白木中学校 - 同上[65]。
- 河南町立中村中学校 - 同上[65]。
- 千早赤阪村立千早中学校 - 1958年赤阪中と統合し千早赤阪村立中学校へ[66]。
- 千早赤阪村立赤阪中学校 - 1958年千早中と統合し千早赤阪村立中へ[66]。
- 磯長村立中学校 - 1949年山田村立中と統合し学校組合立科長原中学校（現：太子町立中学校）へ[67]。
- 山田村立中学校 - 1949年磯長村立中と統合し科長原中へ[67]。

## 私立中学校・中等教育学校
- 朝陽ヶ丘中学校 - 1969年廃校
- 大阪女子商業高等学校附属中学校 - 1970年募集停止[注釈 3]
- 上宮中学校 - 2018年上宮太子中と統合し上宮学園中学校へ[68]
- 上宮太子中学校 - 2018年上宮中と統合し上宮学園中へ[68]
- 英真学園中学校 - 2011年12月20日廃止認可答申[69]
- 大阪学芸中学校 - 2003年廃校[70]
- 大阪学芸中等教育学校 - 2025年廃校
- 大阪工業大学中学校 - 1979年廃校[71]
- 大阪産業大学附属中学校 - 2020年廃校[72]
- 大阪成蹊女子中学校 - 1974年募集停止、2010年12月17日廃止認可答申[73]。
- 大阪中学校 - 2015年7月20日廃止認可答申[74]
- 香梅女子中学校 - 1952年休校、のち廃校[75]
- 興國中学校 - 1964年募集停止、2011年3月24日廃止認可答申[76]
- 此花学院中学校- 2011年12月20日廃止認可答申[69]
- 好文学園中学校 - 2012年3月27日廃止認可答申[77]
- 四天王寺羽曳丘中学校 - 2019年廃校
- 修成中学校 - 1951年廃校[78]
- 樟蔭東中学校 - 2014年廃校[79]
- 星翔中学校 - 2015年7月20日廃止認可答申[80]
- 住之江中学校（私立） - 1950年廃校
- 成器中学校 - 1963年休校[70]、1996年廃校
- 清友学園中学校 - 1956年廃校
- 大鉄中学校 - 1953年募集停止、1986年廃校[注釈 4]
- 高安中学校 - 1949年廃校
- 玉川学園中学校 - 1951年廃校
- 燈影女学院中学校 - 1950年廃校
- 阪南大学高等学校中学部 - 2015年廃校[81]
- 東大谷中学校 - 1976年廃校[82]
- 飛翔館中学校 - 2004年募集停止、2010年7月23日廃止認可答申[83]
- 文化女子中学校 - 1954年廃校
- ヴェリタス城星学園中学校 - 2022年生徒募集停止、2024年閉校[84]
- 北陽中学校 - 1953年休校[85]、のち正式に廃校
- 箕面学園中学校 - 2010年12月17日廃止認可答申[73]
- 明浄学院中学校 - 1968年募集停止、2004年9月廃校[86]
- 八尾大谷女子中学校 - 1949年廃校
- 太成学院大学中学校 - 2013年度以降募集停止[注釈 5]
- 早稲田摂陵中学校 - 2021年度募集停止[87]、2023年3月閉校[88]。